# VfL Kirchheim/Teck
A VfL Kirchheim/Teck német labdarúgócsapat Kirchheim városában. Egy nagyobb sportklub része, amelynek több mint 4000 tagja van 18 szakosztályban, melyek között van aikidó, asztalitenisz, atlétika, birkózás, bowling, cselgáncs, fistball, gimnasztika, kézilabda, kosárlabda, karate, tenisz, tollaslabda, triatlon, vívás és úszás szakosztály is. A klubnak van szabadidősport-, nyugdíjassport- és rehabilitációs részlege is.